# Aspilota diminuata
Aspilota diminuata är en stekelart som beskrevs av Fischer 1976. Aspilota diminuata ingår i släktet Aspilota och familjen bracksteklar. Inga underarter finns listade.